# Fernando González Molina
Fernando González Molina (Pamplona, 10 novembre 1975) è un regista e sceneggiatore spagnolo.

## Biografia
Ha studiato comunicazione audiovisiva all'Università di Navarra e regia presso la Scuola di cinematografia e audiovisivo della Comunità di Madrid. La sua carriera ha avuto inizio dirigendo il cortometraggio Velocidad, con Beatriz Carvajal, Laura Morales e Vicente Granadas, vincitore del Golden Roel Award al Medina del Campo Festival, del Audience Award al Festival Astorga e del premio Blockbuster per il miglior cortometraggio dell'anno. Dopo questo esordio, ha iniziato a lavorare per la società di produzione Globomedia, occupandosi dei trailer delle serie Águila Roja e Los Serrano. Ha anche realizzato videoclip per Fran Perea e Pablo Puyol.
Nel 2008 ha diretto alcuni episodi della serie televisiva Los hombres de Paco, trasmessa su Antena 3, grazie alla quale cominciò la sua collaborazione con Mario Casas, divenuto suo attore feticcio. Nel 2009 è stato distribuito il primo lungometraggio da lui diretto, Fuga de cerebros, una commedia universitaria in cui un ragazzo falsifica i risultati dei test per andare all'Università di Oxford per seguire l'amore della sua vita. Nella sua prima settimana nelle sale spagnole, il film ha raggiunto 1200000 € ai botteghini, raggiungendo la quota di circa 200.000 spettatori, raggiungendo la prima posizione ai box office spagnoli. Il totale raggiunge l'ammontare di 7 milioni di euro, divenendo il più grande blockbuster spagnolo dell'anno 2009 e vincendo il premio del pubblico al Festival de Málaga de Cine Español. Lo stesso film ha avuto un remake italiano nel 2013, intitolato Fuga di cervelli e un seguito del 2011 chiamato Fuga de cerebros 2, per la quale Molina ha rivestito i panni del produttore esecutivo.
Nel 2010 ha girato Tres metros sobre el cielo, tratto dall romanzo Tre metri sopra il cielo di Federico Moccia. Il film è diventato il film spagnolo di maggior incasso nel paese, superando il milione di spettatori.
Il 17 gennaio 2011 Antena 3 ha iniziato a trasmettere serie televisiva El barco, per la quale è stato regista insieme a David Molina Encinas, Sandra Gallego e Jesús Colmenar. Nel settembre dello stesso anno, ha iniziato le riprese Tengo ganas de ti, basato sul libro di Moccia Ho voglia di te. Il film, interpretato da Mario Casas e Clara Lago, è stato distribuito nel giugno 2012. Sempre nel 2012 su Antena 3 è cominciata la trasmissione della serie televisiva Luna, el misterio de Calenda, che ha visto Molina tra i registi. La serie è durata solo due stagioni e non è stata rinnovata per di cattivi dati di ascolto.
Nel 2014 ha diretto con David Molina Encinas la serie Bienvenidos al Lolita, che tratta le tematiche delle differenze di classe sociale. L'anno seguente gira per il cinema Palme nella neve, tratto da un romanzo di Luz Gabás, in cui è narrata la storia di un amore proibito tra culture diverse. Il film è stato presentato in anteprima a dicembre 2015 e ha vinto il Premio Goya per la "Miglior canzone" e la "Miglior scenografia" nel 2016.
Nel 2017, il regista ha presentato il film Il guardiano invisibile basato sul primo romanzo della Trilogia del Baztán di Dolores Redondo. Il 25 aprile 2018, il primo capitolo della serie La otra mirada, diretto da Molina e prodotto da Boomerang TV, è stato presentato in anteprima su Televisión Española; la serie è ambientata negli anni '20 e tratta l'essenza del femminismo dell'epoca.
Tra il 2019 e il 2020 completa la riduzione cinematografica della Trilogia del Baztán dirigendo Inciso nelle ossa e Offerta alla tormenta.

## Filmografia

### Cinema
- Fuga de cerebros (2009)
- Tres metros sobre el cielo (2010)
- Tengo ganas de ti (2012)
- Palme nella neve (Palmeras en la nieve) (2015)
- Il guardiano invisibile (El guardián invisible) (2017)
- Inciso nelle ossa (Legado en los huesos) (2019)
- Offerta alla tormenta (Ofrenda a la tormenta) (2020)

### Televisione
- Los hombres de Paco - serie tv, 28 episodi (2008-2010)
- El barco - serie tv, 7 episodi (2011)
- Luna, el misterio de Calenda - serie tv, 2 episodi (2013)
- Bienvenidos al Lolita - miniserie tv, 6 episodi (2014)
- La otra mirada - serie tv, 1 episodio (2018)